# Adonisea lucens
Adonisea lucens är en fjärilsart som beskrevs av Morrison 1875. Adonisea lucens ingår i släktet Adonisea och familjen nattflyn. Inga underarter finns listade i Catalogue of Life.